# Ziggy Marley and the Melody Makers
Ziggy Marley and the Melody Makers  zespół reggae utworzony przez Ziggy'ego, Stephana, Sharon Marley i Cedella Marley.

## Dyskografia

### Albumy
- Play the Game Right (1985)
- Children Playing (1986) (nieopublikowany)
- Hey World! (1986)
- Time Has Come: The Best of Ziggy Marley and the Melody Makers (1988)
- Conscious Party (1988)
- One Bright Day (1989)
- Jahmekya (1991)
- Joy and Blues (1993)
- Free Like We Want 2 B (1995)
- The Best of (1988 – 1993) (1997)
- Fallen Is Babylon (1997)
- Spirit of Music (1999)
- Live Vol. 1 (2000)